# Justyna Żurowska
Justyna Żurowska, coniugata Cegielska (Gryfino, 8 marzo 1985), è un'ex cestista polacca.

## Carriera
Con la Polonia ha disputato tre edizioni dei Campionati europei (2009, 2011, 2015).